# Gunjevci
Gunjevci so naselje v občini Kozarska Dubica, Bosna in Hercegovina. 

## Deli naselja
Brezine, Gogina Kosa, Gunjevci, Kamenica, Krnjajića Kosa, Palanka in Poćućani.

## Prebivalstvo
| Pregled števila prebivalcev po letih | Pregled števila prebivalcev po letih | Pregled števila prebivalcev po letih | Pregled števila prebivalcev po letih | Pregled števila prebivalcev po letih | Pregled števila prebivalcev po letih |
| ------------------------------------ | ------------------------------------ | ------------------------------------ | ------------------------------------ | ------------------------------------ | ------------------------------------ |
| 1948                                 | 1953                                 | 1961                                 | 1971                                 | 1981                                 | 1991                                 |
| -                                    | -                                    | -                                    | 306                                  | 258                                  | 230                                  |

| Narodna sestava prebivalstva po letih                                                                                      | Narodna sestava prebivalstva po letih                                                                                      | Narodna sestava prebivalstva po letih                                                                                       |
| --- | --- | --- |
| 1971 | 1981 | 1991 |
| . skupaj: 306 Srbi 303 (99,01 %) Hrvati 2 (0,65 %) Muslimani 1 (0,32 %) Jugoslovani 0 (0,00 %) drugi in neznano 0 (0,00 %) | . skupaj: 258 Srbi 241 (93,41 %) Hrvati 1 (0,38 %) Muslimani 0 (0,00 %) Jugoslovani 9 (3,48 %) drugi in neznano 7 (2,71 %) | . skupaj: 230 Srbi 213 (92,60 %) Hrvati 2 (0,86 %) Muslimani 0 (0,00 %) Jugoslovani 10 (4,34 %) drugi in neznano 5 (2,17 %) |